# メンター・グラフィックス
メンター・グラフィックス (Mentor Graphics)は、電子系設計ソフトウェア(EDAツール)を開発、販売するアメリカに本部を置く多国籍企業である。エレクトロニクス誌によると2004年度、EDA産業で3位にランクされている。
1981年に創業、Idea Stationという名の論理回路入力用CADと論理シミュレーションまで行えるシステムを販売した。現在も主力からはずれるものの後継ソフト(Design Architect)が販売されている。本社はオレゴン州ウィルソンビルにある。
日本法人は1983年設立、上記Idea Stationをハードウェア（アポロコンピュータ）込みで販売した。アポロがヒューレット・パッカードに買収されて以降はソフトウェア販売のみを行うようになり、SUNなど複数のプラットフォームへの対応も進められた。この際、移植を容易にするため開発ツールとしてGNUプロジェクトのツールも採用された。あわせて各種ツールの共通の設計環境とすることを目指して Falcon Frameworkを開発した。GUIとしてはMotifに類似したデザインとなっており異なるプラットフォームでのユーザの操作の共通化を図ろうとしたものである。
その後メンターは、1995年に Exemplar Logic Inc. を$25Mで買収、1996年に Microtec Research を$130で買収したのを皮切りに、他のEDAベンダーの買収を繰り返し商品系列を増やしていった。買収によって入手した代表的な製品にModelSim、Calibre などがある。
創業当時の競合企業としてバリッド社、デイジー社があったが、いずれも消滅しており、現在はシノプシス社、ケイデンス社が大きな競合会社である。
2017年4月にドイツのシーメンス社に45億ドルで買収され、シーメンスのデジタル・ファクトリー部門の一部となった。2021年1月に法的統合が完了したことによって組織の名称が「メンター、シーメンスの事業」から「シーメンスEDA」となっている。

## 現在の製品
- EDAツール系の対象品目
  - 集積回路
    - 物理検証ツール Calibre DRC(DRCツール)、Calibre LVS(LVSツール)

  - テスト
    - 欠陥診断ツール Yield Assist

  - FPGA
    - HDL設計ツール HDL Designer Series
    - 論理合成ツール Precision Synthesis

  - 組み込みシステム
  - 回路図エディタ(Design Architect または DxDesigner)
  - プリント基板用レイアウトツール(PADS、Expedition、Board Station)
  - IP(Intellectual property blocks)、ASIC、FPGA用のIPブロック
  - ワイヤ・ハーネス・システム(CHS、L-Cable)
- 組込みシステム開発
  - リアルタイムオペレーティングシステムと組込みシステム
    - Nucleus RTOS(2002年にアクセラレイテッド・テクノロジー社を買収し取得)
    - VRTX(1995年、マイクロテックの研究を買収し取得、マイクロテックは同研究を1993年にReady Systems（英語版）と統合することで取得[7])

  - 開発ツール
    - EDGE開発ツール - 組込み開発者向け統合開発環境
    - xtUML開発ツール - BridgePoint(2004年にProject Technology社を買収し取得)
    - プロトタイピング - EDGE SimTest
- ハードウェアシミュレーションツール
  - Questa - テストベンチ（英語版）自動化、アサーション、ファンクショナル・カバレッジをサポートする検証環境。
  - ModelSim - ポピュラーなVHDL、Verilog両用のシミュレータであり、デバッグ環境でもある。
  - Eldo - 高機能SPICEシミュレータ
  - Mach TA - 高速SPICEシミュレータ
  - ADVance MS - ミックスシグナル・シミュレータ

メンターは世界各地に開発拠点をもつが主力は米国に集中している。
1999年に組込みシステムの有力な開発者がスピンアウトし組み込みLinuxを扱うMontaVista社を設立した。